# Kaiserpokal 1950
Der Kaiserpokal 1950 war die 30. Austragung des Kaiserpokals, des höchsten japanischen Fußballpokalwettbewerbs. Sieger des Wettbewerbs waren die All Kwangaku.

## Ergebnisse

### Achtelfinale
|                         | Ergebnis |                        |
| ----------------------- | -------- | ---------------------- |
| Waseda WMW              | 4:2      | Nagoya SC              |
| Nittetsu Futase         | -        | Sapporo Club           |
| Shiun Club              | 0:3      | Kariya Club            |
| Urawa Club              | 0:4      | All Kwangaku           |
| Keiō-Universität        | 4:0      | Hiroshima Club         |
| Tohoku                  | -        | Kyoto Club             |
| Universität Toyama Club | 01:10    | Shida Club             |
| Ogaki Club              | 1:5      | All Kansai-Universität |

### Viertelfinale
|                  | Ergebnis |                        |
| ---------------- | -------- | ---------------------- |
| Waseda WMW       | 7:0      | Nittetsu Futase        |
| Kariya Club      | 2:4      | All Kwangaku           |
| Keiō-Universität | 3:0      | Kyoto Club             |
| Shida Club       | 1:2      | All Kansai-Universität |

### Halbfinale
|                  | Ergebnis |                        |
| ---------------- | -------- | ---------------------- |
| Waseda WMW       | 2:4      | All Kwangaku           |
| Keiō-Universität | 2:0      | All Kansai-Universität |

### Finale
|              | Ergebnis |                  |
| ------------ | -------- | ---------------- |
| All Kwangaku | 6:1      | Keiō-Universität |